# خاویر پاستوره
خاویر ماتیاس پاستوره (اسپانیایی: Javier Matías Pastore‎؛ زاده ۲۰ ژوئن ۱۹۸۹) بازیکن فوتبال اهل آرژانتین است
او حرفه خود را با بازی در باشگاه تایرس آغاز کرد و پس از بازی در تیم اتلتیکو هوراکان، در سال ۲۰۰۹ از لیگ کشور خودش به سری آ و تیم پالرمو با قراردادی به ارزش ۴٫۷ میلیون یورو منتقل شد. در سال ۲۰۱۱ تیم فوتبال پاری سن ژرمن فرانسه او را با قراردادی به ارزش ۳۹٫۸ میلیون یورو خریداری کرد. در سال ۲۰۱۸ او پس از ۷ سال فوتبال فرانسه را ترک کرد و به سری آ بازگشت و این بار تیم فوتبال رم او را با قراردادی ۵ ساله و به قیمت ۲۴٫۷ میلیون یورو به خریداری کرد.

## افتخارات

### پاری سن ژرمن[۱]
- لیگ ۱(۵): ۱۳–۲۰۱۲، ۱۴–۲۰۱۳، ۱۵–۲۰۱۴، ۱۶–۲۰۱۵، ۱۸–۲۰۱۷
- جام حذفی فوتبال فرانسه(۲): ۱۷–۲۰۱۶، ۱۸–۲۰۱۷
- جام اتحادیه باشگاه‌های فرانسه(۵): ۱۴–۲۰۱۳، ۱۵–۲۰۱۴، ۱۶–۲۰۱۵، ۱۷–۲۰۱۶، ۱۸–۲۰۱۷
- سوپر جام فوتبال فرانسه(۴):۲۰۱۳، ۲۰۱۴، ۲۰۱۶، ۲۰۱۷

### آرژانتین
- نایب قهرمانی کوپا آمریکا(۲):۲۰۱۵، ۲۰۱۶